# 布鲁-韦尔内
布鲁-韦尔内（法語：Broût-Vernet，法語發音：[bʁu vɛʁnɛ]）是法国阿列省的一个市镇，位于该省中南部偏东，属于维希区。该市镇于1831年由原市镇布鲁（Broût）和锡乌勒河畔韦尔内（Vernet-sur-Sioule）合并而成。

## 地理
布鲁-韦尔内（46°11'17"N, 3°16'23"E）面积31.71 平方千米，位于法国奥弗涅-罗讷-阿尔卑斯大区阿列省，该省份为法国中部省份，北起涅夫勒省、西北接谢尔省，西南至克勒兹省，南至多姆山省，东南临卢瓦尔省，东临索恩-卢瓦尔省。
与布鲁-韦尔内接壤的市镇（或旧市镇、城区）包括：巴尔伯里耶、巴耶、埃斯屈罗勒、勒马耶代科勒、圣迪迪耶拉福雷、圣日耳曼德萨勒、圣蓬、罗拉地区圣雷米、旺达。

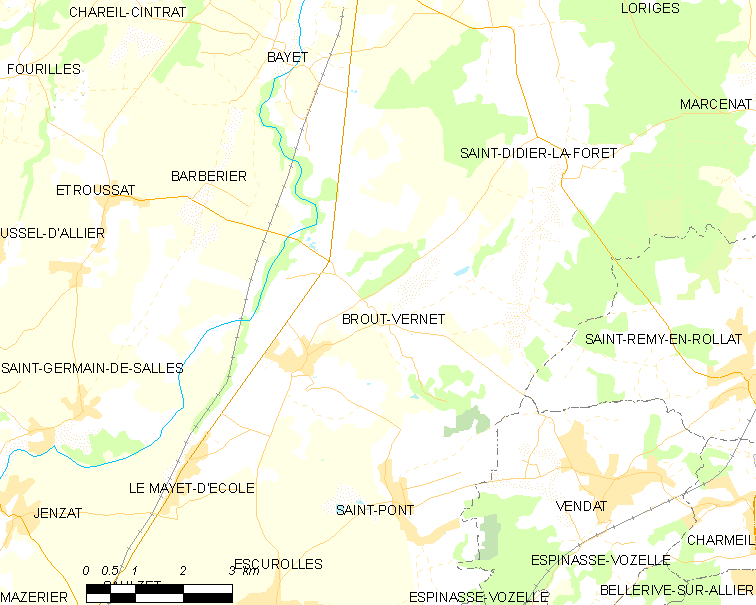
布鲁-韦尔内的OSM定位图

布鲁-韦尔内的时区为UTC+01:00、UTC+02:00（夏令时）。

## 行政
布鲁-韦尔内的邮政编码为03110，INSEE市镇编码为03043。

## 政治
布鲁-韦尔内所属的省级选区为阿列河畔贝尔里夫县。

## 人口

1962-2008年间布鲁-韦尔内人口变化图示

布鲁-韦尔内于2022年1月1日时的人口数量为1209人。